# Han-sur-Meuse
Han-sur-Meuse és un municipi francès situat al departament del Mosa i a la regió del Gran Est. L'any 2007 tenia 262 habitants.

## Demografia

### Població
El 2007 la població de fet de Han-sur-Meuse era de 262 persones. Hi havia 108 famílies, de les quals 20 eren unipersonals (12 homes vivint sols i 8 dones vivint soles), 40 parelles sense fills, 36 parelles amb fills i 12 famílies monoparentals amb fills.
La població ha evolucionat segons el següent gràfic:
Habitants censats

### Habitatges
El 2007 hi havia 136 habitatges, 107 eren l'habitatge principal de la família, 15 eren segones residències i 15 estaven desocupats. 132 eren cases i 3 eren apartaments. Dels 107 habitatges principals, 94 estaven ocupats pels seus propietaris, 11 estaven llogats i ocupats pels llogaters i 2 estaven cedits a títol gratuït; 1 tenia una cambra, 1 en tenia dues, 5 en tenien tres, 26 en tenien quatre i 74 en tenien cinc o més. 88 habitatges disposaven pel capbaix d'una plaça de pàrquing. A 36 habitatges hi havia un automòbil i a 66 n'hi havia dos o més.

### Piràmide de població
La piràmide de població per edats i sexe el 2009 era:
| Homes | Edats   | Dones |
| ----- | ------- | ----- |
| 0     | 95 o +  | 0     |
| 0     | 90 a 94 | 0     |
| 0     | 85 a 89 | 0     |
| 0     | 80 a 84 | 4     |
| 4     | 75 a 79 | 8     |
| 4     | 70 a 74 | 4     |
| 4     | 65 a 69 | 4     |
| 8     | 60 a 64 | 0     |
| 8     | 55 a 59 | 4     |
| 0     | 50 a 54 | 4     |
| 16    | 45 a 49 | 4     |
| 20    | 40 a 44 | 12    |
| 20    | 35 a 39 | 12    |
| 16    | 30 a 34 | 12    |
| 8     | 25 a 29 | 4     |
| 4     | 20 a 24 | 4     |
| 4     | 15 a 19 | 8     |
| 16    | 10 a 14 | 4     |
| 8     | 5 a 9   | 8     |
| 0     | 0 a 4   | 20    |

## Economia
El 2007 la població en edat de treballar era de 178 persones, 131 eren actives i 47 eren inactives. De les 131 persones actives 124 estaven ocupades (68 homes i 56 dones) i 7 estaven aturades (2 homes i 5 dones). De les 47 persones inactives 25 estaven jubilades, 9 estaven estudiant i 13 estaven classificades com a «altres inactius».

### Ingressos
El 2009 a Han-sur-Meuse hi havia 113 unitats fiscals que integraven 278 persones, la mediana anual d'ingressos fiscals per persona era de 19.345 €.

### Activitats econòmiques
Dels 10 establiments que hi havia el 2007, 1 era d'una empresa extractiva, 1 d'una empresa de fabricació d'altres productes industrials, 3 d'empreses de comerç i reparació d'automòbils, 1 d'una empresa de transport, 1 d'una empresa immobiliària, 1 d'una empresa de serveis i 2 d'empreses classificades com a «altres activitats de serveis».
L'únic servei als particulars que hi havia el 2009 era un taller de reparació d'automòbils i de material agrícola.
L'any 2000 a Han-sur-Meuse hi havia 13 explotacions agrícoles que ocupaven un total de 1.280 hectàrees.

## Equipaments sanitaris i escolars
El 2009 hi havia una escola elemental integrada dins d'un grup escolar amb les comunes properes formant una escola dispersa.

## Poblacions més properes
El següent diagrama mostra les poblacions més properes.